# 240-мм гаубица M1
M1 (англ. 240 mm Howitzer M1, имела неофициальное наименование Black Dragon — «чёрный дракон») — американская полустационарная 240-мм гаубица особой мощности периода Второй мировой войны. Разработка новой 240-мм гаубицы, для замены устаревших 240-мм гаубиц образца 1918 года времён Первой мировой войны, спроектированных на базе французских орудий 1911 года, была начата в 1941 году. M1 была наиболее мощным орудием в арсенале подразделений полевой артиллерии США на протяжении Второй мировой войны, способным стрелять 160-килограммовыми осколочно-фугасными снарядами на расстояние до 23 километров. Эта гаубица была самым большим полевым орудием, когда-либо использовавшимся Армией США в боевых действиях, за исключением образцов морской артиллерии переделанных в железнодорожные орудия. Орудие предназначалось для поражения высокозащищённых целей, подобных укреплениям Линии Зигфрида. Она была разработана в дуплексе с более дальнобойной 203-мм пушкой M1, также являвшейся полустационарной.
Серийное производство орудий началось в ноябре 1942 и закончилось в мае 1945 года. В 1942 году сдали 6 гаубиц, 57 в 1943, 158 в 1944 и 94 в 1945. Пик производства пришелся на март 1945 — 26.
240-мм гаубица M1 показала высокую эффективность против защищённых целей, таких как высокопрочные бетонные укрепления. Это орудие, наряду c 203-мм пушкой из того же дуплекса артиллерии большой и особой мощности, оказало значительное влияние на ход боевых действий американских войск в Европе. Это оружие использовались в Тихоокеанской кампании, в частности в Манильской битве 1945 года, где ряд целей оправдывал необходимость применения этих гаубиц. После окончания Второй мировой войны гаубица применялась армией США в Корейской войне. M1 состояла на вооружении США вплоть до конца 1950-х годов — до исчерпания её боеприпасов на арсеналах Армии США.
По состоянию на 2019 год, 240-мм гаубица M1 всё ещё стоит на вооружении ВС Китайской Республики, будучи размещённой в укреплениях передовых позиций на островах архипелагов Цзиньмэнь и Мацзу.